# Супербоул XXXI
Супербоул XXXI (англ. Super Bowl XXXI) — 31 игра Супербоула. Матч Американской Футбольной Конференции (АФК) и Национальной Футбольной Конференции (НФК). Игра прошла 26 января 1997 года, на Луизиана Супердоум. В матче играли Грин-Бэй «Пэкерс» от НФК и Нью-Ингленд «Пэтриотс» от АФК. Грин-Бэй победил со счетом 35:21.

## Трансляция
В США матч транслировал FOX. Для FOX это была самая популярная программа того десятилетия.

## Ход матча
ПЕРВАЯ ПОЛОВИНА
Грин-Бэй открыл счет тачдауном, затем они забили филд гол. Нью-Ингленд ответил двумя тачдаунами. Счет к концу первой четверти был 14:10 в пользу «Пэтриотс». В начале второй четверти, Грин-Бэй оформит тачдаун, а в середине забьет филд гол. 3а минуту до перерыва, «Пэкерс» заносит тачдаун. К перерыву счет был 27:14 в пользу Грин-Бэй.
ВТОРАЯ ПОЛОВИНА
Начало третьей четверти было без очков. Лишь за три с половиной минуты, Пэтриотс оформляет тачдаун. 99-ярдовый возврат кик-оффа в тачдаун, от Грин-Бэй установил, как оказалось, финальный счет матча, 35:21 победа Грин-Бэй.
|                            | 1  | 2  | 3 | 4 | ФИНАЛ |
| -------------------------- | -- | -- | - | - | ----- |
| Грин-Бэй Пэкерс (НФК)      | 10 | 17 | 8 | 0 | 35    |
| Нью-Ингленд Пэтриотс (АФК) | 14 | 0  | 7 | 0 | 21    |

на Луизиана Супердоум, Новый Орлеан, Луизиана
- Дата : 26 января 1997 г.

GB-Грин-Бэй, NE-Нью-Ингленд, ЭП-Экстрапоинт
■ Первая четверть:
- 11:28-GB-54-ярдовый тачдаун+ЭП, Грин-Бэй повел 7:0
- 8:42-GB-37-ярдовый филд гол, Грин-Бэй ведет 10:0
- 6:35-NE-1-ярдовый тачдаун+ЭП, Грин-Бэй ведет 10:7
- 2:33-NE-4-ярдовый тачдаун+ЭП, Нью-Ингленд повел 14:10

■ Вторая четверть:
- 14:04-GB-81-ярдовый тачдаун+ЭП, Грин-Бэй повел 17:14
- 8:15-GB-31-ярдовый филд гол, Грин-Бэй ведет 20:14
- 1:11-GB-2-ярдовый тачдаун+ЭП, Грин-Бэй ведет 27:14

■ Третья четверть:
- 3:27-NE-18-ярдовый тачдаун+ЭП, Грин-Бэй ведет 27:21
- 3:10-GB-99-ярдовое возвращение в тачдаун (двухочковая удачна), Грин-Бэй ведет 35:21

■ Четвёртая четверть: